# IC 2993
IC 2993 ist eine kompakte Galaxie vom Hubble-Typ C im Sternbild Ursa Major am Nordsternhimmel. Sie ist schätzungsweise 756 Millionen Lichtjahre von der Milchstraße entfernt und hat einen Durchmesser von etwa 65.000 Lichtjahren.
Das Objekt wurde am 26. Mai 1903 von Stéphane Javelle entdeckt.